# Миколай Лянцкоронський (маршалок)
Миколай Лянцкоронський із Бжезя (пол. Mikołaj Lanckoroński z Brzezia; д/н — 1462) — державний і військовий діяч, урядник королівства Польського.

## Життєпис
Представник польського шляхетського роду Лянцкоронських гербу Задора. Син Збіґнєва з Бжезя та Ганни. З 1422 року став  підписуватися «з  Лянцкорони». 1425 року після смерті батька спільно володів родинними володіннями зі зведеним братом Яном. Близько 1426 року одружився з представницею шляхетського роду Ліс.
Був надійним соратником короля Владислава II Ягайла. У 1428 році брав участь у поході великого князя Литовського Вітовта на Новгород. 1432 року призначено маршалком надворним коронним (до 1434 року). Після смерті короля у 1434 році він приєднався до гуситського табору Спитка III Мельштинського.
У 1435—1440 роках був краківським підстолієм, а у 1436—1439 роках — сандецьким старостою, у 1436—1440 роках — новокорчинським старостою. Водночас у 1438 році разом із братом Яном отримав Качковиці від роду Ханек[джерело?] в обмін на виторг із фольварку. 1439 року отримав Віслицьке староство і став тенутарієм (орендарем) королівського володіння Добчицька. Того ж року в Новокорчині підписав акт конфедерації Спитка, що утвориласяна противагу антигуситської конфедерації краківського єпископа Збігнева Олесницького. 6 травня конфедерація розпалася після загибелі Спитека в битві під Ґротниками.
1440 року призначений великим маршалком коронним (до 1461 року). У 1443 році розділив із братом дідичині володіння. Миколай отримав Бжезю із селами, замок і місто Лянцкорона з двома передмістями і двома млинами, а також сусідні села Іздебник, Бєртолтовіце, Рудник, Суліковіце, Ясениця, Гербортовіце, Тшебуня, Пальча, Захежувка, Скавінкі, Маків, Ющин, Койшувка, Яховка та Бєнькувка. У 1444 р. в результаті перерозподілу власності між братами Миколай отримав до замки та міста Лянцкорона та Добчиці з селами та Бжезю із селами, половину коштів від Кошиць Угорських.
Помер до березня 1462 року.

## Родина
Дружина — Феліція Лис. Діти:
- Станіслав (пом. 1489), маршалок надвірний коронний,
- Ян (пом. після 1492),
- Ядвіга, дружина Йордана з Закліжина.